# Иден, Роберт, 1-й баронет
Сэр Роберт Иден, 1-й баронет, из Мэриленда (англ. Sir Robert Eden, 1st Baronet, of Maryland; 14 сентября 1741 — 2 сентября 1784) — британский дворянин, офицер Колдстримской гвардии, 23-й и последний колониальный губернатор провинции Мэриленд.

## Биография
Был сыном сэра Роберта Идена, 3-го баронета из Вест Окленда.
В 1769 году в возрасте 28 лет стал колониальным губернатором провинции Мэриленд. Он был популярным губернатором и способным администратором, который не препятствовал ходу американской революции в колонии, но в 1776 году Ассамблея Мэриленда настояла на том, чтобы он покинул колонию. Его хорошо приняли в Англии и в том же году он получил титул баронета. 
Впоследствии он вернулся в Мэриленд и умер там в 1784 году. Титул баронета перешёл к его сыну, Фредерику Идену.